# The One About Friends
The One About Friends («О друзьях») — третья серия первого сезона американского мультсериала «Шоу Кливленда». Премьерный показ состоялся 11 октября 2009 года на канале FOX.

## Сюжет
Кливленд озабочен тем, что его сын не имеет друзей, и решает взять дело их поиска в свои руки. После нескольких неудачных попыток Кливленд знакомит своего мальчика с Эрни — сыном своего друга и соседа Лестера. Кливленд-младший и Эрни начинают проводить много времени вместе. В итоге, Эрни настолько привязывается к своему новому другу, что фактически переезжает жить в дом Браунов-Таббсов.
Попытки выгнать его из дома ни к чему не приводят, приходится даже вызывать Службу защиты детей (Child Services), а потом и отца с компанией реднеков. К тому же, появляется приёмные родители, которые хотят забрать себе ребёнка. Между ними завязывается перестрелка, в течение которой выясняется, что Эрни никогда не чувствовал, что нужен своему отцу, но тому удаётся убедить его в обратном.
Узнав, что Кливленд имеет ружьё и неплохо им владеет, расист Лестер смягчает своё отношение к новому соседу.
Эпизод заканчивается сценой, в которой Тим и Холт отдыхают в ночном клубе в Лас-Вегасе.

## Создание[1]
Авторы сценария: Джонатан Грин и Гейб Миллер
Режиссёр: Оресте Канестрелли
Композитор:
Приглашённые знаменитости: Гленн Хоуэртон (в роли Эрни Кринлесака)

## Интересные факты